# Hellyethira vernoni
Hellyethira vernoni är en nattsländeart som beskrevs av Wells 1983. Hellyethira vernoni ingår i släktet Hellyethira och familjen smånattsländor. Inga underarter finns listade i Catalogue of Life.